# هيمشين
هيمشين أو الهيمشينيّون (بالأرمنية: Համշենցիներ هيمشينتسينير وبالتركيّة: Hemşinli هيمشينلي) شعب أرمني يعيش في تركيا منطقة البحر الأسود تحديداً ومناطق عديدة مما كان يعرف بالاتحاد السوفياتي، يتكلم الهيميشن اللغة الأرمنية الغربيّة ويتحدثون باللهجة الهيمشينيّة كما يتكلمون لغات الدول التي ينتمون إليها كالتركيّة والروسيّة، غالبيّة الهيمشين مسلمون سنّة يتبعون المذهب الحنفي.